# Sébastien Tillous-Borde
Sébastien Tillous-Borde (Oloron-Sainte-Marie, 29 aprile 1985) è un ex rugbista a 15 e allenatore di rugby a 15 francese.

## Biografia
Proveniente da Oloron-Sainte-Marie, nei Pirenei Atlantici, si formò rugbisticamente nelle squadre della sua zona prima di diventare professionista nel Biarritz, con cui si aggiudicò nel 2006 il campionato francese e, a livello internazionale, vincere il mondiale giovanile nello stesso anno; chiuso nel ruolo da Dimitri Yachvili e Julien Dupuy, tuttavia, decise di lasciare Biarriz nel 2007 e di firmare un biennale con Castres.
Alla fine della prima stagione a Castres fu convocato in Nazionale, in cui esordì a giugno 2008 a Sydney contro l'Australia.
Per tutto l'anno successivo fu impiegato in Nazionale e prese parte anche al Sei Nazioni 2009.
Nel 2009 Castres rinnovò a Tillous-Borde il biennale fino al 2011 ma a fine contratto, non avendo il giocatore ricevuto alcuna ulteriore proposta di prolungamento, firmò fino al 2013 un impegno con il Tolone che cercava il sostituto di Pierre Mignoni.
Con la sua nuova squadra vinse subito il campionato francese e, nella stagione 2012-13, bissò il titolo accoppiandolo a quello di campione d'Europa; dopo il secondo titolo continentale consecutivo tornò nel novembre 2014 in Nazionale, dalla quale mancava da cinque anni.
Nella stagione successiva conquistò il suo terzo titolo consecutivo di campione d'Europa di club e prese parte con la Francia alla Coppa del Mondo di rugby 2015 scendendo in campo in tre partite di torneo ma venendo eliminato ai quarti di finale dalla Nuova Zelanda.
Nel 2016, infine, ha conquistato un ulteriore titolo di campione di Francia, il terzo con il Tolone, quarto personale.

## Palmarès
- Campionati francesi: 4
Biarritz: 2005-06
Tolone: 2011-12, 2012-13, 2015-16
- Champions Cup: 3
Tolone: 2012-13, 2013-14, 2014-15